# Amintes fill d'Andròmenes
Amintes o Amintas (en llatí Amyntas, en grec antic Ἀμύντας) fou un oficial de l'exèrcit macedoni sota Alexandre el Gran, fill d'Andròmenes.
Després de la batalla del Grànic l'any 334 aC, Amintes va ser encarregat de recollir la rendició del comandant de la guarnició persa de Sardes, Mitrenes, segons Flavi Arrià. El 332 aC va ser enviat a Macedònia per reclutar soldats i va tornar a Pèrsia l'any 331 aC, mentre Alexandre avançava cap a Egipte. Va trobar el rei a Susa l'any següent.
Després de l'execució de Filotes acusat de traïció l'any 330 aC, Amintes i els seus germans Àtal i Símmies van ser arrestats sota sospita d'haver participat en el complot, sospita basada en el fet de la forta amistat d'Amintes amb Filotes, i de què el seu germà gran, Polemó d'Estimfea, havia desaparegut en el moment de la detenció de Filotes, o segons Quint Curci Ruf, quan va començar a ser torturat. Amintes es va defensar a si mateix i als seus germans i es va creure en la seva innocència quan inesperadament Polemó va reaparèixer i va poder justificar on havia estat. Tots quatre van ser declarats innocents. Un temps després Amintes va morir de la ferida d'una fletxa durant el setge d'una ciutat.
Se sap que a la batalla d'Issos (333 aC) hi havia un comandant d'ala anomenat Amintes, i el 331 aC apareix un Amintes al capdavant d'una brigada que va forçar l'anomenada "Porta del Ferro", però no s'ha pogut establir que fos el mateix Amintes, nom que era freqüent entre els macedonis.